# Крутая (Владимирская область)
Крутая — деревня в Меленковском районе Владимирской области России, входит в состав Ляховского сельского поселения.

## География
Деревня расположена в 4 км на запад от центра поселения села Ляхи и в 15 км на восток от райцентра города Меленки.

## История
Деревня впервые упоминается в окладных книгах 1676 года в составе Домнинского прихода, в ней было 8 дворов крестьянских.
В конце XIX — начале XX века деревня входила в состав Ляховской волости Меленковского уезда, с 1926 года — в составе Муромского уезда. В 1859 году в деревне числилось 28 дворов, в 1905 году — 50 дворов, в 1926 году — 87 дворов.
С 1929 года деревня являлась центром Крутецкого сельсовета Ляховского района, с 1940 года — в составе Ляховского сельсовета, с 1959 года — в составе Меленковского района, с 2005 года — в составе Ляховского сельского поселения. 

## Население
| 1859 | 1905 | 1926 | 2002 | 2010 | 2021 |
| ---- | ---- | ---- | ---- | ---- | ---- |
| 231  | ↗352 | ↗403 | ↘36  | ↘35  | ↘29  |